# Amathia semiconvoluta
Amathia semiconvoluta is een mosdiertjessoort uit de familie van de Vesiculariidae. De wetenschappelijke naam van de soort is voor het eerst geldig gepubliceerd in 1824 door Lamouroux.